# Albuca kundelungensis
Albuca kundelungensis är en sparrisväxtart som beskrevs av De Wild. Albuca kundelungensis ingår i släktet Albuca och familjen sparrisväxter.
Artens utbredningsområde är Kongo-Kinshasa. Inga underarter finns listade i Catalogue of Life.